# Primislaus I. (Glogau-Sprottau)
Primislaus von Sprottau (auch Primislaus von Steinau; Vorname auch Primko, Przemko, Przemislaw; * zwischen 1265 und 1271; † 26. Februar 1289) war von 1273/74 bis zu seinem Tod 1289 Herzog von Sprottau und Steinau. Er entstammte dem Glogauer Zweig der Schlesischen Piasten.

## Leben
Seine Eltern waren der Glogauer Herzog Konrad II. und Salomea, eine Schwester des Herzogs Przemysław I. von Großpolen.
Nach dem Tod Konrads II. 1273/74 wurde dessen Gebiet zunächst zwar nicht förmlich geteilt, trotzdem nannte sich dessen zweitgeborener Sohn Konrad III. „Köberlein“ schon bald Herzog von Sagan, während der erstgeborene Heinrich III. die Glogauer Herzogslinie fortsetzte und über das Gebiet von Glogau, Grünberg, Schwiebus und Fraustadt sowie das Land bis zur Obra und Warthe herrschte. Primislaus/Primko, der als Herzog von Steinau und Sprottau titulierte, stand vermutlich zunächst unter der Vormundschaft seines Bruders Heinrich III.
Während seiner kurzen Regierungszeit gründete Primislaus/Primko die Stadt Priebus, wo ihm auch der Bau der Pfarrkirche St. Ägidius zugeschrieben wird. Den slawischen Markt Primkenau, der vermutlich erst nach Primkos Tod von seinen Brüdern zu seinem Gedächtnis so benannt wurde, setzte er nach deutschem Recht um. Vermutlich weil sein Bruder Konrad III. als Breslauer Dompropst nicht in Sagan residierte, soll Primko die dortige Residenz der Glogauer Teilherzöge errichtet haben.
Mit Zustimmung seiner Brüder Konrad und Heinrich verlegte er 1284 das Augustiner-Chorherrenstift Naumburg nach Sagan, das als Augustiner-Chorherrenstift Sagan eine überregionale Bedeutung erlangte. 1285 erhob er das Dorf Winzig zur Stadt, die zunächst nach Steinauer Recht und später nach Magdeburger Recht umgesetzt wurde.
Wie sein Bruder Heinrich III. kämpfte auch Primislaus/Primko 1288/89 in Kleinpolen auf Seiten des Breslauer Herzogs Heinrich IV. Dieser hatte nach dem Tod des Krakauer Herzogs Leszek II. 1288 mit dem Einfluss der deutschen Bürgerschaft von Krakau die dortige Herzogswürde erlangt, die er gegen Władysław I. Ellenlang von Kujawien und Bolesław von Płock verteidigen musste. Primislaus/Primko, der einem schlesischen Entsatzheer unter Bolko I. von Oppeln angehörte, das am 26. Februar 1289 bei Siewierz eine schwere Niederlage durch die Truppen Bolesławs von Płock und Władysław I. Ellenlang erlitt, fiel in dieser Schlacht. Da er unverheiratet und ohne Nachkommen starb und der mittlere Bruder Konrad III. dem geistlichen Stand angehörte, erbte der älteste Bruder Heinrich III. Primislaus/Primkos Besitz.